# Almería
Almería ist eine Hafenstadt in der autonomen Region Andalusien im Süden Spaniens. Die Stadt liegt auf der Schwemmebene des Río Andarax in einer weiten Mittelmeerbucht (Costa de Almería). Das Stadtbild erinnert an nordafrikanische Städte: enge Gassen, alte, weiße Häuser, Gärten und Palmenalleen. Almería ist die Hauptstadt der gleichnamigen Provinz.
Der Name der Stadt leitet sich vom Arabischen ab.

## Geschichte

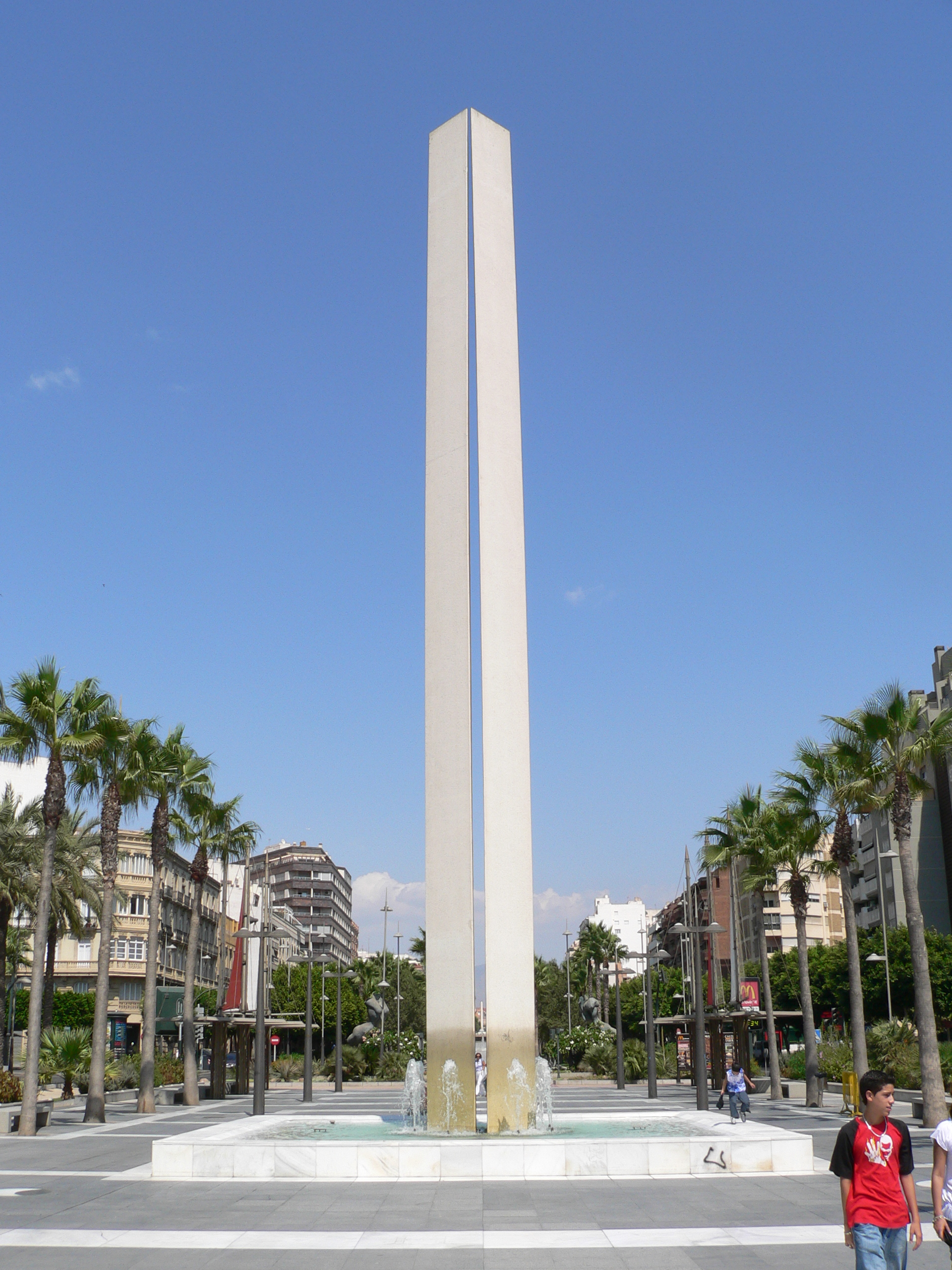
Estatua de la Caridad

Plaza de la Constitución

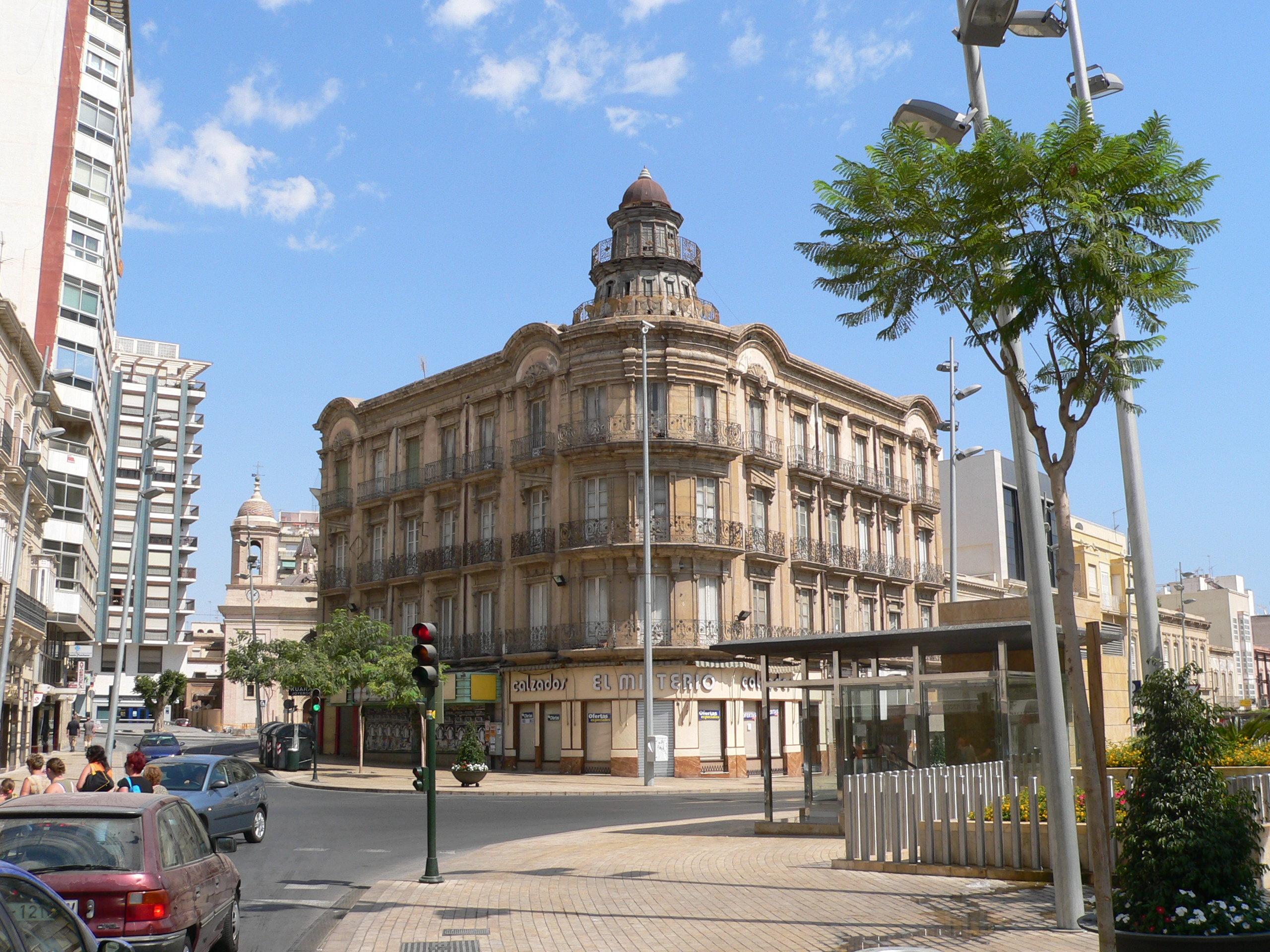
Puerta de Purchena

Die nach dem Ort benannte Almeríakultur ist eine spätjungsteinzeitliche, iberische Ackerbaukultur. Ihre Spätphase zeigt kupferzeitlichen Einfluss und weist auf Beziehungen zur Glockenbecherkultur. Nachfolgerin der Almería-Kultur ist die Los-Millares-Kultur. In der Zeit der römischen Herrschaft war der Ort ein Hafen und trug den Namen Portus Magnus.
Almería wurde im Jahr 955 von Abd ar-Rahman III. als ein Haupthafen seines großen Reiches neu gegründet. Unter maurischer Oberhoheit erlebte die Stadt eine wirtschaftliche Blüte durch Herstellung und Export von Seidenstoffen. Nach vorübergehender Eroberung durch den König Alfons VII. von Kastilien-León (1147) stand Almería ab 1157 wieder unter maurischer Kontrolle. Im Jahr 1489 eroberten die Katholischen Könige (Los Reyes Católicos) Ferdinand und Isabel im Zuge der Rückeroberung Spaniens (Reconquista) die Stadt. 1492 wurde Almería mit der Gründung des gleichnamigen Bistums Bischofssitz.
Das 16. Jahrhundert war für Almería ein Jahrhundert der Naturkatastrophen; es erlitt mindestens vier schwerere Erdbeben (1512, 1522, 1529, 1550), von denen das Erdbeben von Almería 1522 besonders viel Verwüstung anrichtete. Außerdem fanden in jenem Jahrhundert regelmäßige Angriffe durch Berber-Piraten statt, die noch bis in das 18. Jahrhundert anhielten. Hauptsächlich wurden dabei Bewohner der Küstengegenden in die Sklaverei nach Nordafrika verschleppt.
(siehe auch: Geschichte der Provinz Almería)

## Klima
In Almería herrscht ein subtropisches Wüstenklima und Halbwüstenklima (Effektive Klimaklassifikation nach Köppen: BWh und BSh).
Mit knapp 3000 Stunden Sonnenschein im Jahr ist Almería eine der sonnenreichsten Städte Spaniens. Die jährliche Durchschnittstemperatur liegt bei 18 °C bis 19 °C; im Winter ist die Wassertemperatur sogar höher als die Lufttemperatur. Häufig weht ein starker Wind.
Einer Veröffentlichung im Journal of Geophysical Research zufolge sind die durchschnittlichen Temperaturen in der Region in den vergangenen 25 Jahren um 0,3 °C pro Jahrzehnt gesunken, während sie in Spanien insgesamt um 0,5 °C pro Jahrzehnt stiegen. Zurückgeführt wird dies auf die zahlreichen Treibhäuser in der Region, deren Dächer das kurzwellige Licht der Sonne teilweise reflektieren, sodass über einem Quadratmeter Treibhausfläche rein rechnerisch 2–3 Prozent weniger Sonnenenergie ankommt als über einem Quadratmeter Weideland.
|                        | Jan  | Feb  | Mär  | Apr  | Mai  | Jun  | Jul  | Aug  | Sep  | Okt  | Nov  | Dez  |   |      |
| Mittl. Temperatur (°C) | 12,6 | 13,3 | 15,1 | 17,0 | 19,7 | 23,5 | 26,1 | 26,7 | 24,2 | 20,4 | 16,4 | 13,8 | ⌀ | 19,1 |
| Mittl. Tagesmax. (°C)  | 16,9 | 17,6 | 19,6 | 21,4 | 24,1 | 27,9 | 30,5 | 31,0 | 28,4 | 24,5 | 20,5 | 17,9 | ⌀ | 23,4 |
| Mittl. Tagesmin. (°C)  | 8,3  | 9,0  | 10,6 | 12,5 | 15,3 | 18,9 | 21,7 | 22,4 | 20,0 | 16,3 | 12,3 | 9,6  | ⌀ | 14,8 |
|                        |      |      |      |      |      |      |      |      |      |      |      |      |   |      |
| Niederschlag (mm)      | 24   | 25   | 16   | 17   | 12   | 5    | 1    | 1    | 14   | 27   | 28   | 30   | Σ | 200  |
|                        |      |      |      |      |      |      |      |      |      |      |      |      |   |      |
| Sonnenstunden (h/d)    | 6,3  | 6,8  | 7,5  | 8,7  | 9,6  | 10,8 | 11,0 | 10,2 | 8,5  | 7,0  | 6,1  | 5,7  | ⌀ | 8,2  |
|                        |      |      |      |      |      |      |      |      |      |      |      |      |   |      |
| Regentage (d)          | 2,9  | 2,9  | 2,6  | 2,6  | 1,9  | 0,6  | 0,3  | 0,3  | 1,5  | 2,8  | 3,6  | 3,3  | Σ | 25,3 |
|                        |      |      |      |      |      |      |      |      |      |      |      |      |   |      |
| Wassertemperatur (°C)  | 14   | 14   | 14   | 15   | 17   | 19   | 22   | 23   | 22   | 20   | 17   | 15   | ⌀ | 17,7 |
|                        |      |      |      |      |      |      |      |      |      |      |      |      |   |      |
| Luftfeuchtigkeit (%)   | 67   | 67   | 65   | 62   | 63   | 61   | 60   | 63   | 65   | 68   | 67   | 67   | ⌀ | 64,6 |

| 8,3 |

| 9,0 |

| 10,6 |

| 12,5 |

| 15,3 |

| 18,9 |

| 21,7 |

| 22,4 |

| 20,0 |

| 16,3 |

| 12,3 |

| 9,6 |

| 8,3 |

| 9,0 |

| 10,6 |

| 12,5 |

| 15,3 |

| 18,9 |

| 21,7 |

| 22,4 |

| 20,0 |

| 16,3 |

| 12,3 |

| 9,6 |

## Wirtschaft
Der Hafen der Stadt Almería ist bedeutend für den Export der landwirtschaftlichen Produkte aus der Provinz Almería sowie der Mineralprodukte aus der Sierra de Alhamilla.

## Verkehr

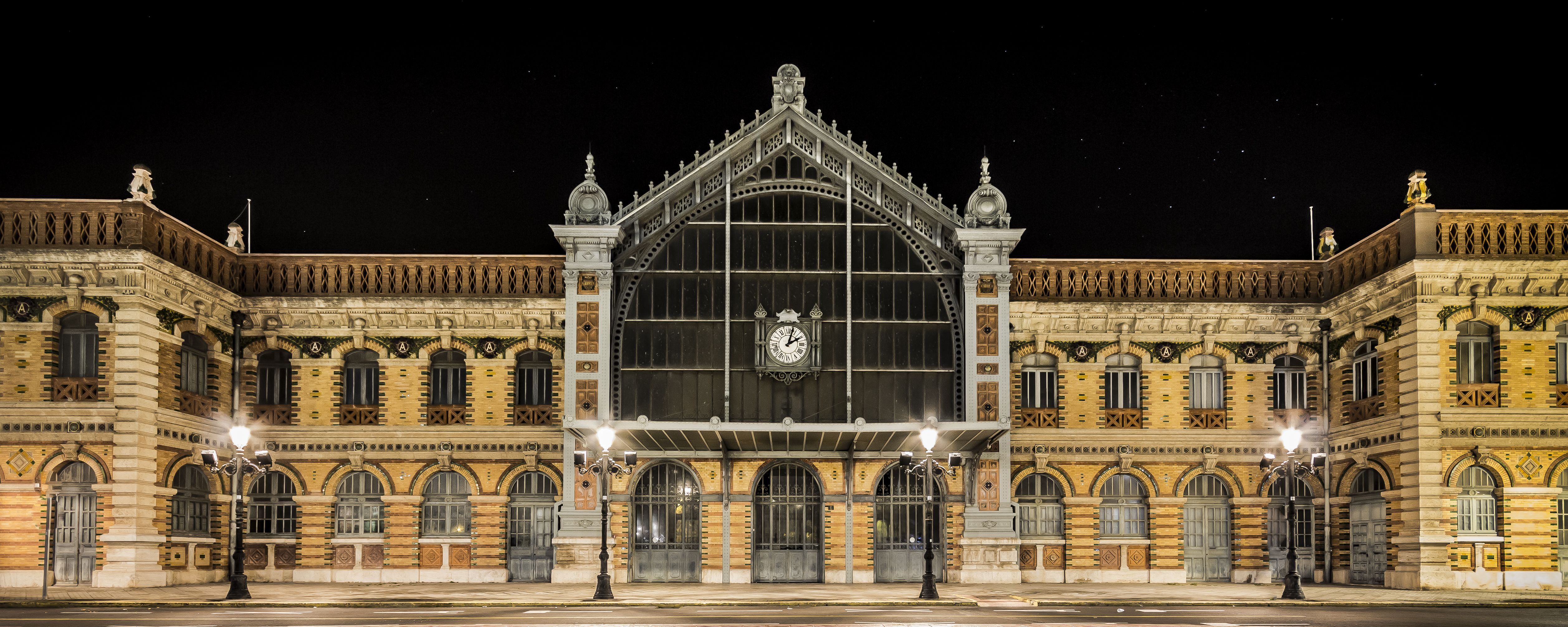
Der Bahnhof Almería in der Nacht

Etwa zehn Kilometer außerhalb der Stadt befindet sich ein internationaler Flughafen, der hauptsächlich für Inlandsflüge, aber auch in der touristischen Wintersaison von Touristen aus England und Deutschland auf dem Weg nach Roquetas de Mar genutzt wird.
Neben mehreren innerstädtischen Buslinien verfügt Almería über einen Multifunktionsbahnhof, der von Fernbussen und Zügen angefahren wird.

## Persönlichkeiten
- Juan Martín, genannt El Cabogatero (1810–1880), Minenarbeiter und Flamencosänger
- Antonio de Torres (1817–1892), Gitarrenbauer
- Nicolás Salmerón (1838–1908), dritter Präsident der Ersten Spanischen Republik im Jahr 1873
- Abel Paz (1921–2009), Widerstandskämpfer und Schriftsteller
- Manolo Escobar (1931–2013), Sänger
- Antonio Biosca (* 1948), Fußballspieler
- José-María Siles (* 1951), Journalist
- Tomatito (* 1958), Flamencogitarrist
- Jesús Padilla Gálvez (* 1959), Philosoph
- Eduardo Roca (* 1973), Maler
- Niño Josele (eigentlich Juan José Heredia, * 1974), Flamencogitarrist
- David Bisbal (* 1979), Sänger
- Javier Barranco Cosano (* 1998), Tennisspieler
- Chadia Rodríguez (* 1998), italienische Rapperin
- José Aguilar Martinez (* 2001), Fußballspieler
- Rvfv (* 2001), Sänger und Rapper

## Kultur

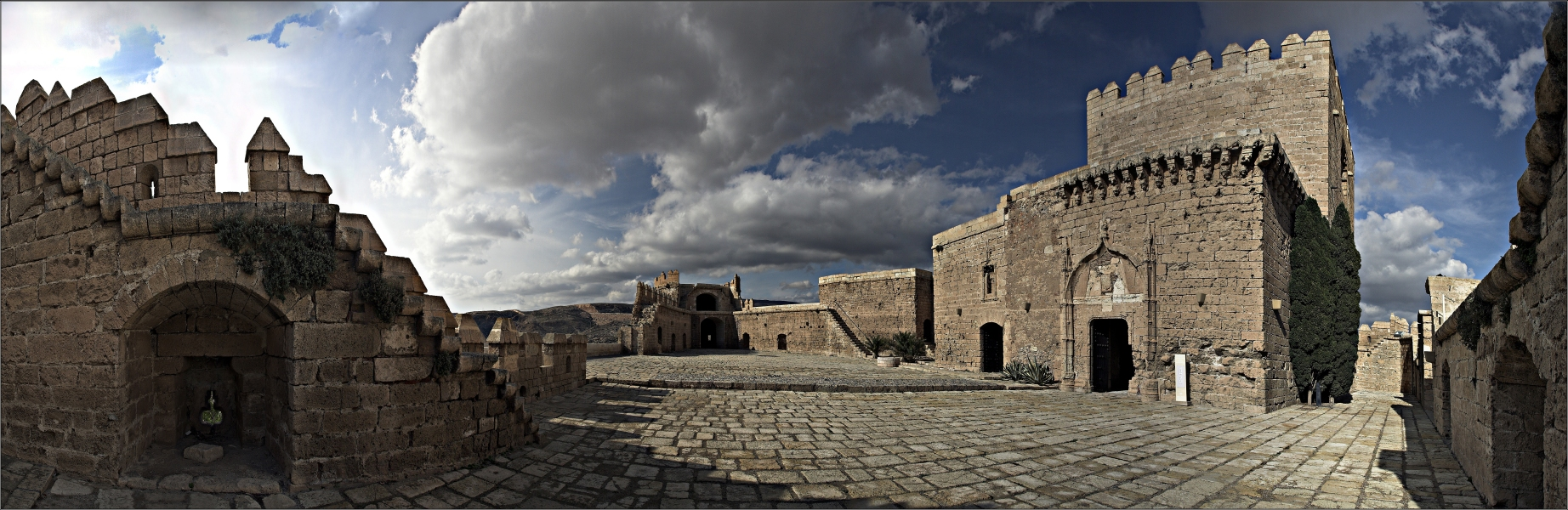
Alcazaba – Innenhof

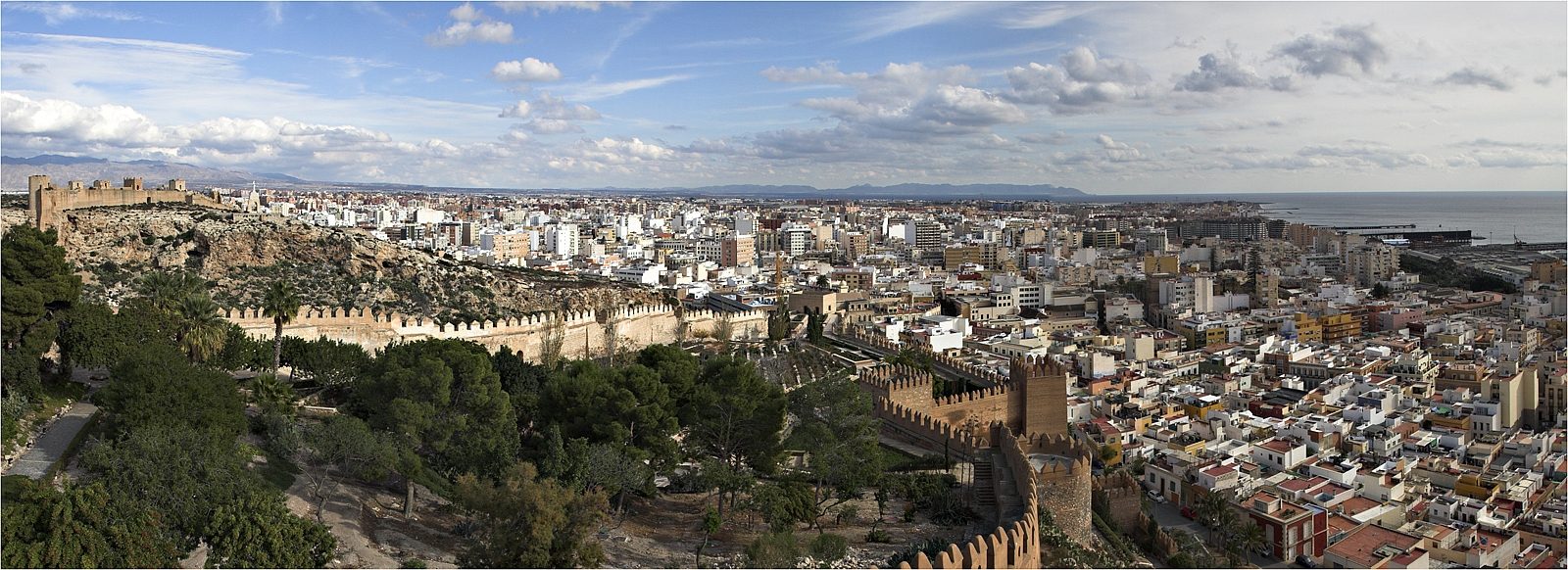
Almería, aus Sicht der Alcazaba

Altstadt

### Alcazaba
Die Alcazaba ist eine auf einem Hügel gelegene maurische Festung, von der aus man die ganze Stadt überblicken kann. Ihr Bau wurde 955 auf Veranlassung von Abd ar-Rahman III, während das Kalifat von Córdoba bestand, begonnen. Die Arbeiten wurden während der Regierungszeit von Hairán, der König des Kleinreichs Almería war, im 11. Jahrhundert beendet. Die Festung besteht aus drei Bezirken. Hervorzuheben sind der Huldigungsturm, der Turm der Gerechtigkeit und der Turm der Spiegel, das Bollwerk El Espolón sowie die von den Christen errichtete Kapelle San Juan Evangelista und der Wartturm Torre de la Vela. Von der Festung gehen starke, durch Türme befestigte Verteidigungsmauern aus, die sich durch das Tal La Hoya bis zum Hügel San Cristobal ziehen. Die Festung ist im Laufe der Jahrhunderte von den jeweiligen Herrschern der Stadt immer weiter gebaut worden, so dass auch Teile der Alcazaba durch christliche Architektur geprägt sind. Als 1522 weite Teile der Stadt einem Erdbeben zum Opfer fielen, wurde auch die Alcazaba beschädigt. Die Restaurierungsarbeiten dauern bis heute an.

### Cabo de Gata
Der nahe gelegene Naturpark Cabo de Gata ist eine steinige Halbwüste mit spärlicher Vegetation und reizvollen Stränden.

### Kathedrale
Die Kathedrale von Almería liegt in der Innenstadt. Mit ihrem Bau wurde 1524 begonnen, nachdem 1522 das vorherige Gotteshaus durch ein Erdbeben zerstört worden war. Sie ist eine ausgesprochene Kirchenburg, die aufgrund der ständigen Angriffe berberischer Seeräuber nötig wurde. An der Fassade fallen vier aus großen Quadersteinen erbaute Türme auf, und sogar die Apsis hat die Form eines viereckigen Abwehrturms. Am Bau herrschen der Renaissance und der gotische Stil vor, obwohl barocke und klassizistische Elemente festzustellen sind. Besonders interessant sind die beiden Portale, das Querschiff, die Sakristei, der Hochaltar und die verschiedenen Kapellen sowie der Chor und der Raum dahinter. Im 18. Jahrhundert wurde der Kreuzgang im klassizistischen Stil errichtet. Das Bauganze wird vervollständigt durch wertvolle Gemälde und Skulpturen bedeutender Künstler aus der Zeit vom 16. bis zum 18. Jahrhundert.

### Auditorio Municipal „Maestro Padilla“

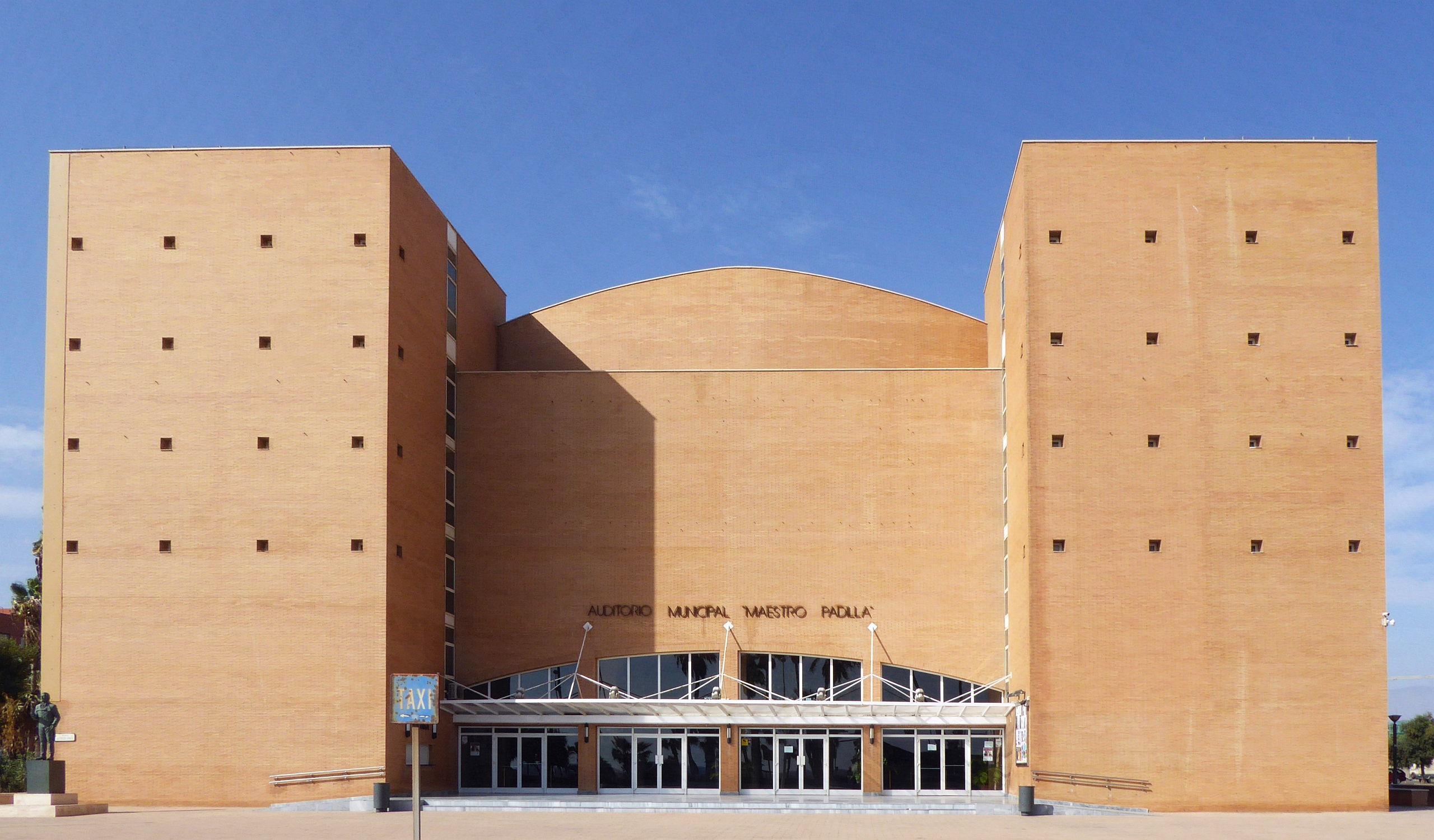
Auditorio Municipal Maestro Padilla (Opern-, Theater- und Konzerthaus)

Das Auditorio Municipal „Maestro Padilla“ in Almería wurde nach dem spanischen Musiker José Padilla Sánchez benannt. Es wurde vom Architekten José Seguí entworfen und sollte in Almería sowohl architektonisch, als auch durch die exponierte Lage im Ortsteil El Zapillo unmittelbar zum Strand städtebauliche Akzente setzen. In funktionaler Bestimmung dient es Theater-, Konzert- und Kongressveranstaltungen sowie Kunstausstellungen. Der Konzertsaal ist auf 960 Besucher ausgelegt. Die Einweihung erfolgt am 6. Mai 1992 in Anwesenheit der seinerzeitigen Königin von Spanien, Sofia.

### Stierkampfarena
Die polygonale Stierkampfarena von Almería stammt bereits aus dem Jahr 1888. Sie verfügt über 20 äußere Seiten, die sich mit gebäudehohen Türmchen mit Rundbögen gegeneinander abgrenzen. In die Fassade der Arena sind drei monumentale Eingangsportale integriert, von denen eines als Hauptportal über dem Eingang mit dem Kopf eines Stieres geschmückt ist. Die Arena wurde von den Architekten Enrique López Rull und Trinidad Cuartara für 9050 Zuschauer auf zwei Ebenen entworfen, die um den kreisrunden Innenraum platziert sind; durch spätere Umbauten wurde die mögliche Zuschauerzahl auf 9800 erweitert. Dem Entschluss für den privatwirtschaftlichen Bau der Stierkampfarena gingen bereits Stierkampfveranstaltungen ab 1848 an verschiedenen Plätzen in Almería voraus, wo sich jedoch die Zahl der damaligen Zuschauer bis zu 2600 als nicht ausreichend erwies. Gegenwärtig finden in der Stierkampfarena mehrmals jährlich noch immer Stierkämpfe statt.

### Mittelmeerspiele
2005 war Almería Austragungsort der Mittelmeerspiele.

### Andere Bauwerke

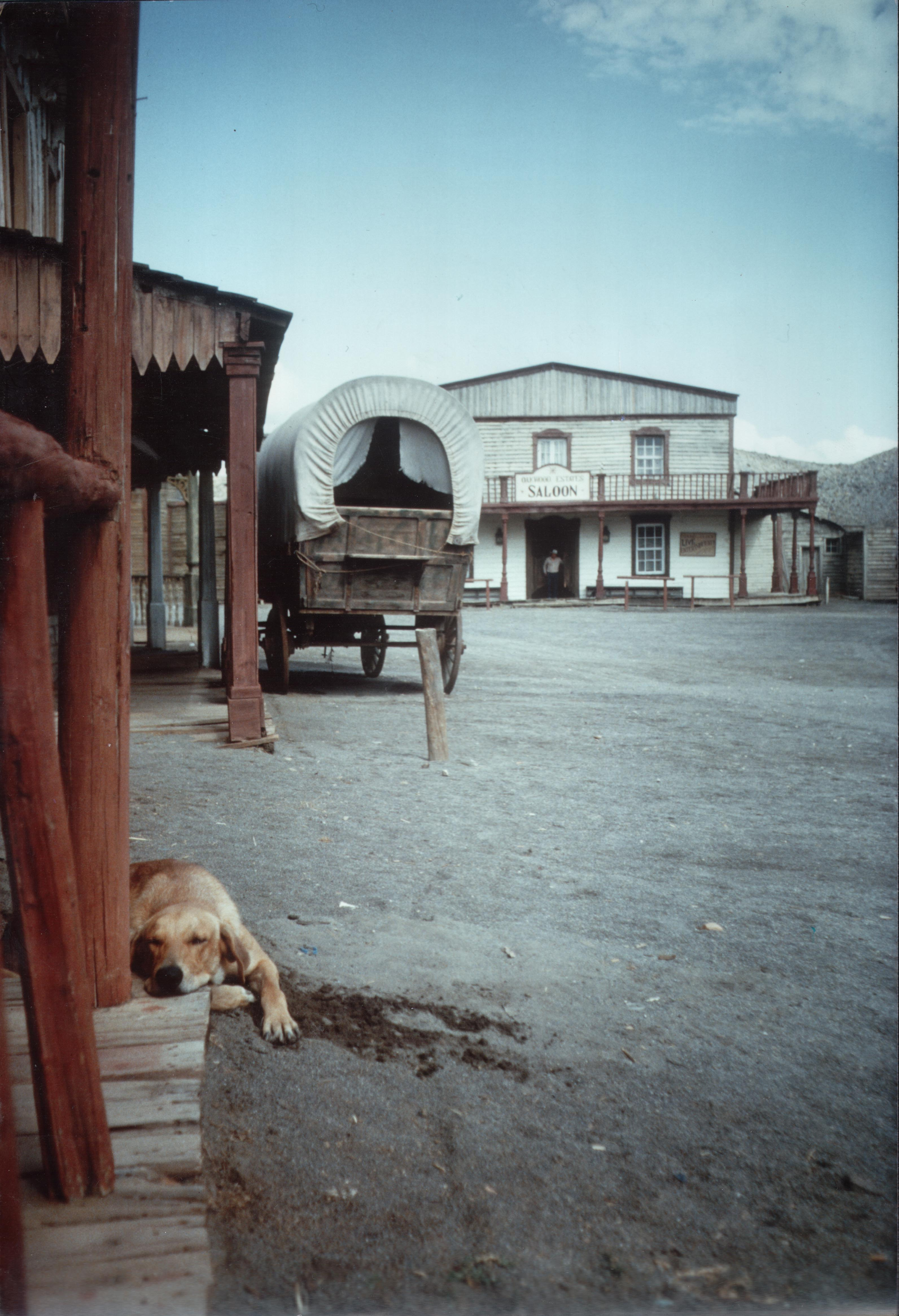
Yucca City bei Tabernas

Man findet in der Stadt zahlreiche aus dem Beginn des Industriezeitalters stammende Bauwerke, wie z. B. den alten Bahnhof.
Der Cable Inglés, auch Embarcadero de Mineral «El Alquife» oder Cargadero de Mineral, ist ein Pier in Almería, der von 1904 bis 1970 als Erzverladerampe diente. Die Anlage gilt als industriehistorisches Denkmal und wird gegenwärtig restauriert.

### Filmhistorisches
Offensichtlich war „Bully“ Herbig von der landschaftlichen Vielfalt rund um Almería sehr angetan, denn sein Film Der Schuh des Manitu kann als Hommage an zahlreiche Western gesehen werden, die in den 1960er und 1970er Jahren in den staubigen Tälern und Ebenen rund um den kleinen Wüstenort Tabernas und im Nationalpark Cabo de Gata Nijar gedreht wurden. Damals galt die Provinz Almería als das „europäische Hollywood“, und es wird geschätzt, dass hier fast 500 Westernfilme gedreht wurden. In erster Linie waren es die Regisseure David Lean (Lawrence von Arabien) und Sergio Leone (Für eine Handvoll Dollar, Für ein paar Dollar mehr, Zwei glorreiche Halunken, Spiel mir das Lied vom Tod, Todesmelodie), wie auch Michael Winner mit dem Film Chatos Land, welche das Filmland Almería weltweit bekannt machten. Verwitterte Felsformationen, staubige Wüstenschluchten, Dünenlandschaften, verlassene Fincas und trotzige Wehranlagen an der Küste stellten ideale Kulissen für viele Western-, Kriegs-, Abenteuer- und Fantasyfilme dar. Auch für den Western Gott vergibt – Django nie! mit Bud Spencer und Terence Hill diente Almería als Location.

### Feria
Ein Höhepunkt im Jahresablauf ist für die Stadt Almería die Feria, die in der zweiten Augusthälfte stattfindet. Zur gleichen Zeit werden religiöse und sportliche Veranstaltungen, Stierkämpfe und andalusische Musik- und Tanzdarbietungen abgehalten, denen man in den auf dem Festgelände aufgestellten Zelten beiwohnen kann.

## Sport
Die Stadt war bereits 15-mal Startort einer Etappe der Vuelta a España.
Im Handball der Männer war Balonmano Ciudad de Almería bis 2009 aktiv.
Die Stadt verfügte zwischen 2013 und 2015 mit UD Almería wieder über einen Vertreter in der Primera División, der ersten spanischen Fußball-Liga. Seit 2015 spielte der Verein jedoch wieder zweitklassig, bevor er 2022 erneut in die höchste Liga aufstieg.

## Städtepartnerschaften
| Europa - Caspe, Spanien - Jaca, Spanien - Boulogne-Billancourt, Frankreich - Rastatt, Deutschland - Neuwied, Deutschland | Amerika - Ciego de Ávila, Kuba - Tecate, Mexiko - Veracruz, Mexiko - Ensenada, Mexiko - Navojoa, Mexiko - San Juan del Sur, Nicaragua - Cochabamba, Bolivien - San Rafael, Argentinien - Ovalle, Chile | Afrika - Melilla, Spanien - El Aaiún, Westsahara - Ad-Dakhla, Westsahara - Oran, Algerien Asien - Leyte, Philippinen - Adschman, Vereinigte Arabische Emirate |